# 2010-es Nickelodeon Kids’ Choice Awards
Ez a huszonharmadik Nickelodeon Kids’ Choice Awards. amelyet 2010. március 27-én rendeztek Pauley Pavilion, Los Angeles, Kaliforniában.

## Fellépők
- Miranda Cosgrove - Kissin U
- Rihanna - Hard, Rude Boy és Don't Stop the Music
- Justin Bieber - Baby

## Győztesek és jelöltek

### Kedvenc filmszínész
- Taylor Lautner - Alkonyat – Újhold
- Shia LaBeouf - Transformers: A bukottak bosszúja
- Zac Efron - Megint 17
- Tyler Perry - Madea Goes to Jail

### Kedvenc filmszínésznő
- Miley Cyrus - Hannah Montana – A film
- Sandra Bullock - A szív bajnokai és Nász-ajánlat
- Megan Fox - Transformers: A bukottak bosszúja
- Zoë Saldana - Avatar

### Kedvenc film
- Alvin és a mókusok 2.
- Alkonyat – Újhold
- Transformers: A bukottak bosszúja
- X-Men kezdetek: Farkas

### Kedvenc animációs film
- Fel
- Karácsonyi ének
- Jégkorszak 3. – A dínók hajnala
- Szörnyek az űrlények ellen

### Kedvenc hang egy animációs filmből
- Jim Carrey - Karácsonyi énekKung Fu Panda
- Seth Rogen - Szörnyek az űrlények ellen
- Ray Romano - Jégkorszak 3. – A dínók hajnala
- Reese Witherspoon - Szörnyek az űrlények ellen

### Kedvenc Tv színész
- Dylan Sprouse - Zack és Cody élete
- Cole Sprouse - Zack és Cody élete
- Joe Jonas - Jonas
- Nick Jonas - Jonas

### Kedvenc Tv színésznő
- Selena Gomez - Varázslók a Waverly helyből
- Miranda Cosgrove - iCarly
- Miley Cyrus - Hannah Montana
- Keke Palmer - True Jackson, VP

### Kedvenc Tv show
- iCarly
- Zack és Cody élete
- Sonny, a sztárjelölt
- Varázslók a Waverly helyből

### Kedvenc rajzfilm
- SpongyaBob Kockanadrág
- Phineas és Ferb
- A Madagaszkár pingvinjei
- A Simpson család

### Kedvenc reality show
- American Idol
- So You Think You Can Dance
- Are You Smarter than a 5th Grader?
- Wipeout

### Kedvenc férfi sportoló
- Ryan Sheckler
- LeBron James
- Kobe Bryant
- Shaun White

### Kedvenc női sportoló
- Misty May-Treanor
- Danica Patrick
- Serena Williams
- Venus Williams

### Kedvenc együttes
- The Black Eyed Peas
- Coldplay
- Jonas Brothers
- Linkin Park

### Kedvenc férfi énekes
- Jay-Z
- Ne-Yo
- Sean Kingston
- Mario

### Kedvenc női énekes
- Taylor Swift
- Miley Cyrus
- Lady Gaga
- Beyoncé Knowles

### Kedvenc dal
- You Belong with Me - Taylor Swift
- I Gotta Feeling - The Black Eyed Peas
- Paparazzi - Lady Gaga
- Party in the U.S.A. - Miley Cyrus

### Legaranyosabb Páros
- Taylor Lautner és Kristen Stewart - Alkonyat – Újhold
- Robert Pattinson és Kristen Stewart - Alkonyat – Újhold
- Zoë Saldana és Sam Worthington - Avatar
- Barack Obama és Michelle Obama

### Kedvenc videó játék
- Mario Kart Wii
- The Legend of Zelda: Spirit Tracks
- Wii Fit
- Wii Sports Resort

### Kedvenc könyv
- Egy ropi naplója
- Alkonyat-sorozat
- Vámpírnaplók
- Where the Sidewalk Ends

### Nagy zöld segítség dij
- Michelle Obama

### Végső tánc díj
- Noah Munck, Matt Shively és Fanboy és Chum Chum

## Nyálkás hírességek
- Jackson Rathbone
- Jerry Trainor
- Katy Perry
- Lucas Cruikshank
- Tina Fey
- Steve Carell
- Kevin James

## Fordítás
- Ez a szócikk részben vagy egészben  a(z)   2010 Kids' Choice Awards című angol Wikipédia-szócikk ezen változatának fordításán alapul.  Az eredeti cikk szerkesztőit annak laptörténete sorolja fel. Ez a jelzés csupán a megfogalmazás eredetét és a szerzői jogokat jelzi, nem szolgál a cikkben szereplő információk forrásmegjelöléseként.